# Renato Costa
Raul Renato Herrera Costa (* 12. Februar 1948 in Bahia; † 4. April 2023) war ein brasilianischer Fußballspieler. Während seiner aktiven Zeit, die der Mittelfeldspieler nahezu komplett im nordamerikanischen Fußball verbrachte, war er sowohl als Raul Herrera als auch als Renato Costa bekannt.

## Sportlicher Werdegang
1969 schloss Renato Costa sich dem kanadischen Team Toronto Hellas in der Canadian National Soccer League an, mit dem er unter Trainer Alex Perolli hinter dem Lokalrivalen Toronto First Portuguese Vizemeister wurde. Parallel spielte er zudem in Mexiko Fußball.
1970 folgte Renato Costa Perolli in die Vereinigten Staaten zu den Rochester Lancers in die North American Soccer League. Um Probleme mit der Registrierung als Spieler aufgrund seiner Aktivitäten in Mexiko und einer Ablöseforderung von 10.000 US-Dollar des mexikanischen Klubs zu umgehen, wurde er als Raul Herrera registriert und spielte fortan unter diesem Namen in der NASL. In der Spielzeit 1970 erreichte er mit der Mannschaft an der Seite von unter anderem Frank Odoi, Carlos Metidieri und Mannschaftskapitän Charlie Mitchell die Meisterschaftsendspiele gegen die Washington Darts. Beim 3:0-Hinspielerfolg erzielte er die ersten beiden Tore und auch beim Rückspiel war er mit dem 1:0-Führungstreffer erfolgreich, der angesichts einer 1:3-Niederlage in der Aggregation der Ergebnisse zum Titelgewinn führte. In der folgenden Saison erreichte er mit der Mannschaft das Halbfinale, wo sie gegen den späteren Meister Dallas Tornado ausschied.
Nach dem zwischenzeitlichen Abschied kehrte Renato Costa in der Saison 1973 unter richtigem Namen zu den Lancers zurück, kam jedoch dieses Mal nicht über die Gruppenphase der Meisterschaft hinaus. Anschließend schloss er sich den von Perolli trainierten Los Angeles Aztecs an, die im Zuge einer Expansion der NASL von neun auf 15 Teams den Spielbetrieb aufgenommen hatten. Auch hier war er in der Debütsaison erfolgreich und erreichte mit der Mannschaft das mittlerweile in einem Spiel ausgetragene Finale der Spielzeit 1974 gegen die Miami Toros. Im Orange Bowl Stadium traf er zur zwischenzeitlichen 2:1-Führung, nach einem 3:3-Endstand entschied das Elfmeterschießen. Dort setzten sich die Kalifornier mit fünf Treffern durch. Erneut blieb er Perolli verbunden, der trotz des Titelgewinns zum Konkurrenten San Antonio Thunder weiterzog und mit Renato Costa sowie Luis Marotte, Pedro Martínez, Julio Cesar Cortez, Ricardo de Rienzo, Mario Zanotti und Blas Sánchez insgesamt sieben LA-Spieler mitnahm. Hier lief Renato Costa zwei Spielzeiten auf, in denen die Mannschaft nicht über die Gruppenphase hinauskam, und erzielte in 14 Spielen zwei Tore.
Später spielte Renato Costa bei Maccabee Los Angeles in der Greater Los Angeles Soccer League. Mit der Mannschaft erreichte er 1980 das Endspiel um den National Challenge Cup. Dort setzten sich die New York Pancyprian Freedoms mit einem 3:2-Erfolg durch.
Renato Costa war später als Personalleiter in einer Einrichtung der Young Women’s Christian Association im kalifornischen Glendale tätig.